# Anadolu Hisarı

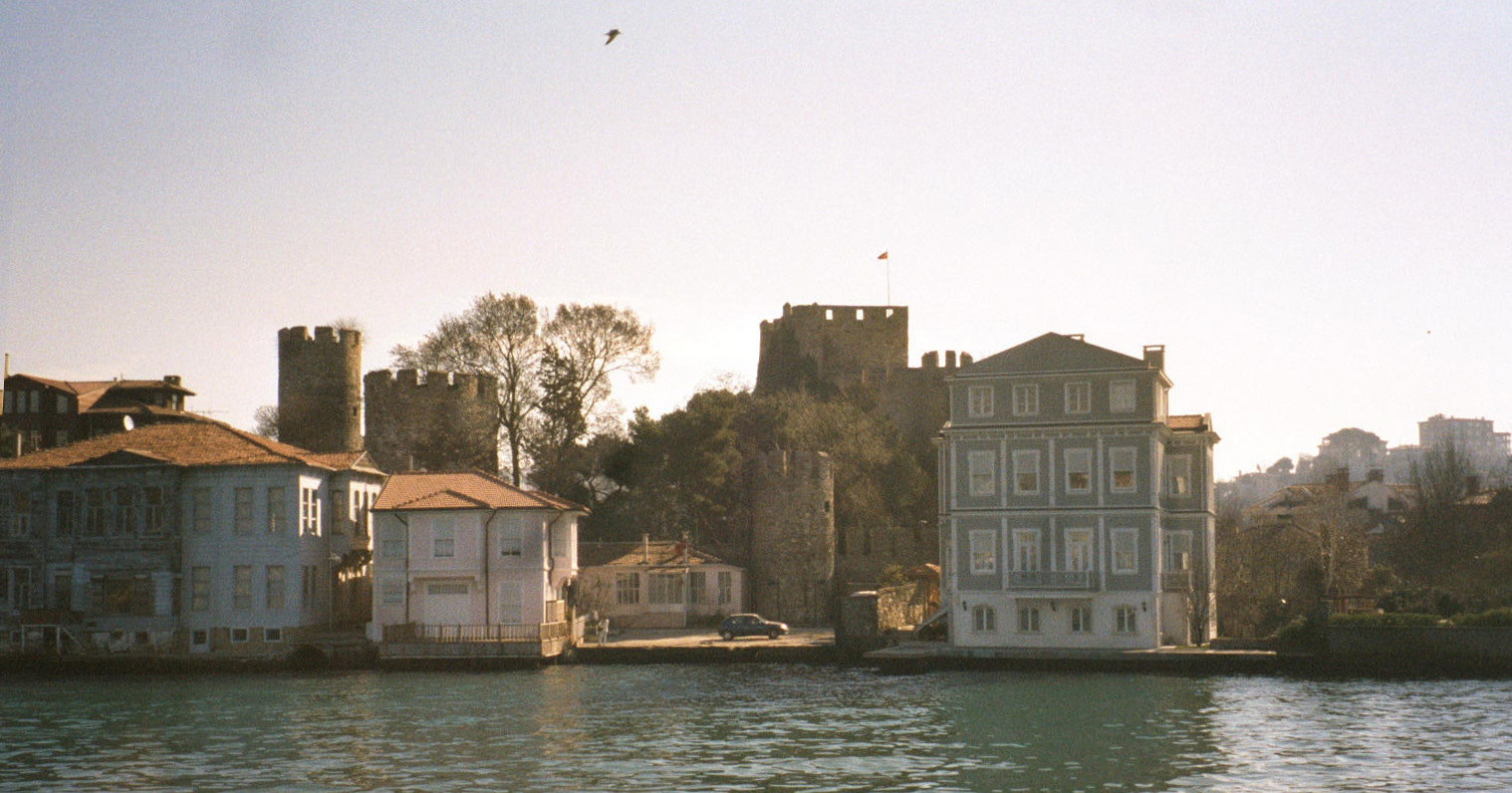
Anadoluhisarı sur le Bosphore

Anadolu Hisarı (Château de l'Anatolie) est une forteresse située à Istanbul, Turquie sur le côté asiatique du Bosphore, qui donne son nom au quartier autour de lui. 

## Historique
C'est le monument turc le plus ancien d'Istanbul. Il a été construit entre 1393 et 1394 par le sultan ottoman Bayezid I dans le cadre de ses préparatifs pour le deuxième siège ottoman de Constantinople, qui a eu lieu en 1395.
Anadoluhisarı, construit sur une superficie de 7 000 m2, est situé au point le plus étroit avec les 660 m du détroit du Bosphore et à proximité d'un ruisseau nommé Göksu (ancien nom grec: Aretòs). 
Une autre forteresse, Rumeli Hisarı, a été construite entre 1451 et 1452 par le sultan Mehmed II le Conquérant en face de Anadoluhisarı sur le côté européen afin d'obtenir un contrôle absolu sur le trafic maritime du détroit du Bosphore, qui est particulièrement vital pour les Génois de Galata, qui étaient alliés avec les Byzantins et avaient des colonies dans la mer Noire comme Caffa, Sinop et Amasra.
Anadoluhisarı a été érigé comme un fort de surveillance. Il a 25 m de haut, quatre tours dans les murs d'un pentagone irrégulier avec cinq tours de guet dans les coins. 
Il y a une mosquée dans la forteresse. 
La forteresse a été nommée "Güzelce Hisar" dans les documents historiques. 
Le sultan Mehmed II le Conquérant a renforcé la forteresse d'un mur épais de 2 m autour de lui, qui avait trois tours de guet. 
Certains bâtiments d'entreposage et des maisons ont été ajoutées ainsi. En raison de modifications apportées dans le passé, il ne conserve plus son aspect d'origine. 
À la suite de la conquête de Constantinople, il a servi de prison militaire.

## Présent
Le ministère turc de la Culture a restauré le site en 1991 - 1993. Anadoluhisarı est un musée (site historique), mais n'est pas ouvert au public. 
Aujourd'hui, ce petit fort crée une vue pittoresque avec les anciennes maisons en bois proche de ses murs et ses environs. Le pont Fatih Sultan Mehmet, le deuxième pont enjambant le Bosphore, est situé juste au nord de la forteresse. 